# 𐒳
Cette page contient des caractères spéciaux ou non latins. S’ils s’affichent mal (▯, ?, etc.), consultez la page d’aide Unicode.
Le ə, e ou ah (majuscule : 𐒳, minuscule : 𐓛), est une lettre de l’alphabet osage utilisée dans l’écriture de l’osage. Sa graphie majuscule ressemble à un Y latin majuscule retourné ou à un lambda latin majuscule et sa minuscule ressemble à un lambda minuscule.

## Utilisation
Le ah osage représente une voyelle moyenne centrale [ə].

## Usage informatique
Le ah osage  peut être représenté avec les caractères Unicode (osage) suivants :
| lettres   | représentations | chaînes de caractères | points de code | descriptions              |
| --------- | --------------- | --------------------- | -------------- | ------------------------- |
| majuscule | 𐒳               | 𐒳                     | U+104B3        | lettre majuscule osage ah |
| minuscule | 𐓛               | 𐓛                     | U+104DB        | lettre minuscule osage ah |